# Канжа де галінья
Канжа де галінья (порт. Canja de galinha, «курячий суп»), або просто canja, є популярним курячим супом португальської, бразильської та кухні Кабо-Верде. У португальському курячому супі рис набагато провареніший, ніж у більшості західних рецептів курячого супу, але він не розварений, як в азійських.

## Походження
Вважається, що канжа походить з Китаю, від страви конджі. Китайський конджі може містити багато різних інгредієнтів і його часто навіть їдять на сніданок. Однак найтрадиційнішим варіантом є саме курячий конджі, практично ідентичний португальському супу, який також використовується для одужання від хвороб, як і в Португалії. Цілком ймовірно, що курячий суп був привезений португальцями з Китаю саме через цілющі властивості.
Версія Гарсії де Орти вказує на його індійське походження. У 1492 році в порту Кожикоде на Малабарському узбережжі висадився Васко да Гама, де португальці і могли познайомитися з цією стравою, до якої вони додали курку.

## Португалія
Основні інгредієнти включають курку і, як правило, невеликі макарони (наприклад, макарони з алфавітом, макарони співіде) або іноді рис. Звичайними інгредієнтами є морква, яйця, оливкова олія, м'ята, шафран, гвоздика, білий перець, сіль та перець. Зазвичай до нього додають скибочки португальського броу (кукурудзяного хліба) для мокання.

## Бразилія
У бразильському рецепті від грипу використовуються цілі шматочки курки з великою кількістю кісток, обсмажені в дуже легкому соусі рефогадо з використанням одного розчавленого зубчика часнику (обсмажений у рослинній олії до золотистого кольору, але ніколи не пересмажений), рис та овочі (зазвичай тільки картопля й морква, дуже дрібними кубиками, рідко, але додаються очищені помідори), зварені в бульйоні, з петрушкою та зеленою цибулею. Як правило, приправи не використовуються, крім невеликої кількості солі, обсмаженого часнику та цибулі (додаються перед процесом варіння), чорного перцю, петрушки та зеленої цибулі. Допускається лимонний сік та листя м'яти.

## Вживання
Канжу де Галінью зазвичай вживають бразильці, португальці і мешканці Кабо-Верде, коли вони застуджені. У Португалії, Кабо-Вердо та Бразилії широко поширена думка, що цей курячий суп допомагає людині подолати застуду, проблеми із травленням та інші легкі форми хвороби. У Кабо-Верді канжу іноді подають після похорону в будинку покійного, можливо тому, що вона «заспокоює» серце. Його також подають у цій країні з особливих випадків, таких як переддень Нового року, дні народження та інші особливі сімейні події.
Оскільки суп канжа де галинія дуже простий і легкий, його часто вживають перед основною стравою, а також перед пізньою вечерею.